# Aleurites rockinghamensis
Espèce
Classification phylogénétique
Aleurites rockinghamensis est une espèce de plantes à fleurs de la famille des Euphorbiaceae.
C'est un arbre de taille petite à moyenne pouvant atteindre jusqu'à 35 m de haut, aux feuilles simples, alternes, aux fleurs d'un blanc verdâtre, aux fruits de 3 à 7 cm de diamètre marron à maturité et toxiques.
Il est souvent considéré comme une variété d' Aleurites moluccana se distinguant d'elle par ses fruits groupés.
Il est originaire du sud-est de l'Asie (Inde, Indonésie, sud de la Chine, Philippines, etc.) et du nord-est de l'Australie